# Hiromichi Tanaka
Pour les articles homonymes, voir Tanaka.
 (février 2025).
Si vous disposez d'ouvrages ou d'articles de référence ou si vous connaissez des sites web de qualité traitant du thème abordé ici, merci de compléter l'article en donnant les références utiles à sa vérifiabilité et en les liant à la section « Notes et références ».
Hiromichi Tanaka (田中 弘道, Tanaka Hiromichi), né le 7 janvier 1962, est un développeur de jeu vidéo japonais. Tour à tour game designer, réalisateur, producteur ou producteur délégué chez Square puis Square Enix, Hiromichi Tanaka a travaillé sur les licences Final Fantasy, Seiken Densetsu et SaGa. Il occupe actuellement la place de Senior Vice President of Software Development à Square Enix et est à la tête de l'ex-équipe de développement no 3 de Square Enix.
En 1983, Tanaka et Hironobu Sakaguchi sortent en même temps de l'Université nationale de Yokohama pour rejoindre Square, la nouvelle branche de la Denyuusha Electric Company centrée sur les logiciels informatiques. Avec Sakaguchi (et bientôt Kazuhiko Aoki), Tanaka fait partie de la première équipe de la section Planning and Development de Square. Il travaille notamment au game design des trois premiers Final Fantasy à la fin des années 1980.
Il est surtout connu pour son travail sur les action-RPGs Secret of Mana et sa suite Seiken Densetsu 3 sortis sur Super Nintendo, d'importants succès en leur temps. Plus récemment, il a été producteur sur Final Fantasy XI, premier MMORPG de Square Enix, qui réalise une bonne performance. En 2006, il réalise le remake tout en 3D de Final Fantasy III sur Nintendo DS. Il fut également investi dans le MMORPG de Square Enix : Final Fantasy XIV jusqu'à sa démission du poste de producteur et directeur du projet à la suite de l'échec retentissant du lancement du jeu. Il demeure cependant producteur de Final Fantasy XI par la suite. 
En juin 2012, à l'issue du salon célébrant les 10 ans de Final Fantasy XI, il annonce son départ de Square Enix pour cause de graves problèmes de santé, précisant qu'il souhaite également abandonner les postes de producteur et revenir au développement de jeu. Akihiko Matsui prendra sa suite sur Final Fantasy XI.

## Liste de jeux
- 1984 : The Death Trap (en), programmeur
- 1984 : Alpha, scénariste
- 1987 : Genesis, producteur, scénariste, game designer
- 1987 : Final Fantasy, game designer
- 1988 : Final Fantasy II, game designer
- 1990 : Final Fantasy III, game designer
- 1990 : Final Fantasy Legend II, game data, scenario planner
- 1993 : Secret of Mana, producteur, concept, lead scenario writer
- 1995 : Trials of Mana, réalisateur, lead scenario writer
- 1998 : Xenogears, producteur, battle design
- 1999 : Chrono Cross, producteur, battle system design
- 1999 : Threads of Fate (ou Dewprism), producteur
- 2002 : Final Fantasy XI, producteur
- 2003 : Final Fantasy XI: Rise of the Zilart, producteur
- 2004 : Final Fantasy XI: Chains of Promathia, producteur
- 2006 : Final Fantasy III (version DS), producteur délégué, réalisateur
- 2006 : Final Fantasy XI: Treasures of Aht Urhgan, producteur
- 2007 : Final Fantasy XI: Wings of the Goddess, producteur
- 2009 : SaGa 2: Hiho Densetsu Goddess of Destiny (remake DS de Final Fantasy Legend II), producteur délégué, superviseur général
- 2010 : Final Fantasy XIV, producteur (jusqu'à fin 2010).